# Alfred Banbrook
Alfred Banbrook (ur. 21 grudnia 1886, zm. 12 stycznia 1950) – brytyjski zapaśnik walczący w obu stylach. Olimpijczyk z Londynu 1908, gdzie zajął piąte miejsce w stylu klasycznym i dziewiąte w wolnym. Walczył w wadze półciężkiej i ciężkiej.

## Letnie Igrzyska Olimpijskie 1908

### Waga półciężka, styl klasyczny
| Konkurencja          | Rundy eliminacyjne | Rundy eliminacyjne    | Rundy eliminacyjne  | Klas. końcowa |
| Konkurencja          | 1/16               | 1/8                   | 1/4                 | Miejsce       |
| -------------------- | ------------------ | --------------------- | ------------------- | ------------- |
| 93 kg styl klasyczny | Wolny los Z        | August Meesen (BEL) Z | Carl Jensen (DEN) P | 5.            |

### Waga ciężka, styl wolny
| Konkurencja       | Rundy eliminacyjne  | Klas. końcowa |
| Konkurencja       | 1/16                | Miejsce       |
| ----------------- | ------------------- | ------------- |
| +73 kg styl wolny | Louis Bruce (GBR) P | 9.            |